# August Emil Nitzsche
August Emil Nitzsche (souvent uniquement: Emil Nitzsche ; né le 14 mai 1869 à Kleinwolmsdorf et mort le 31 mai 1931 à Dresde) est un homme politique allemand (SPD). Il est ministre des Finances de Saxe (de) et membre du parlement du royaume de Saxe (de) et de l'État libre de Saxe (de).

## Biographie
Nitzsche, fils d'agriculteur, étudie à l'école primaire et complète ensuite un apprentissage de serrurier. Il exerce cette profession jusqu'en 1897 - interrompu uniquement par son service militaire (1890-1892). Nitzsche rejoint le syndicat des métallurgistes et le SPD à la fin des années 1880. De juillet 1897 à 1921, il est rédacteur en chef de la Sächsische Arbeiterzeitung (de) et de la Dresdner Volkszeitung (de).
Nitzsche est élu conseiller municipal de Dresde en 1906 et membre de l'assemblée du conseil municipal jusqu'en 1921. Il fut est de son comité juridique et administratif et de 1916 à 1919 comme secrétaire et de 1919 à 1921 comme chef du conseil d'administration du conseil municipal de Dresde.
De 1908 à 1918 et 1919/20 et de nouveau de 1920 à 1923, Nitzsche est également membre du parlement de l'État saxon et de la Chambre du peuple saxonne (de). De janvier à octobre 1919, il est ministre des Finances dans le cabinet de Georg Gradnauer (SPD).
En novembre 1921, Nitzsche reprend le poste de troisième maire (rémunéré) de la ville de Dresde, qu'il occupe jusqu'à sa retraite en 1927. Dans cette fonction, il est, entre autres, chef du bureau de nettoyage des logements et des loyers. Nitzsche est également membre du conseil de surveillance de la société d'implantation de Dresde, du conseil d'administration de la Fondation Lingner (de) et du conseil d'administration de l'Association municipale de la ville et de l'État de Dresde, de la Société pour la promotion de l'orchestre philharmonique et du Musée allemand de l'hygiène. Dans l'Association allemande des villes, il représente la ville de Dresde au sein du comité principal.
Nitzsche est l'auteur d'un certain nombre de brochures d'agitation politique populaire.

## Travaux (sélection)
- Sächsische Politik. Ein Handbuch für sächsische Wähler. Mit einer historischen Einleitung. Dresden 1903 (mit einem Geleitwort von August Bebel).
- Gemeindepolitik und Sozialdemokratie. Ein Handbuch für Gemeindewähler und Gemeindevertreter mit besonderer Berücksichtigung der sächsischen Verhältnisse. Kaden, Dresden 1906 (Digitalisat).
- Die letzten Jahre sächsischer Politik. Eine Abhandlung zu den Landtagswahlen; mit einem Anhang Der hohenthalsche Wahlgesetz-Entwurf nebst Begründung und einer kritischen Betrachtung. Kaden, Dresden 1907.
- Die sächsische Politik der letzten Jahre. Ein Handbuch zu den Landtagswahlen 1909 (mit dem Landtagswahlgesetz, der Ausführungsverordnung hierzu und einer Landtagswahl-Statistik). Kaden, Dresden 1909.
- Das Sächsische Plural-Wahlgesetz mit einer Erläuterung zu Handhabung bei der Landtagswahl. Dresden [1909].